# Okres Tomaszów Lubelski
Okres Tomaszów Lubelski (polsky Powiat tomaszowski) je okres v polském Lublinském vojvodství u hranic s Ukrajinou. Rozlohu má 1487,1 km² a v roce 2020 zde žilo 81 944 obyvatel. Sídlem správy okresu je město Tomaszów Lubelski.

## Gminy
Městská:
- Tomaszów Lubelski

Městsko-vesnické:
- Łaszczów
- Lubycza Królewska
- Tyszowce

Vesnické:
| - Bełżec - Jarczów - Krynice - Rachanie | - Susiec - Tarnawatka - Telatyn - Tomaszów Lubelski - Ulhówek |

## Města
- Łaszczów
- Lubycza Królewska
- Tomaszów Lubelski
- Tyszowce

## Sousední okresy
| Růžice kompasu | Zamość   |                         | Hrubieszów | Růžice kompasu |
| Růžice kompasu | Biłgoraj | Sever                   |            | Růžice kompasu |
| Růžice kompasu | Biłgoraj | Okres Tomaszów Lubelski |            | Růžice kompasu |
| Růžice kompasu | Biłgoraj | Jih                     |            | Růžice kompasu |
| Růžice kompasu | Lubaczów |                         |            | Růžice kompasu |